# DDR-Meisterschaften im Biathlon 1978

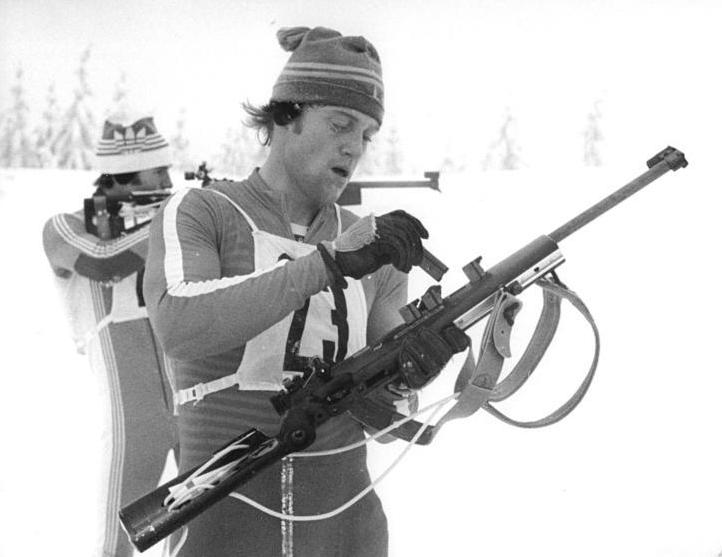
Klaus Siebert und Frank Ullrich am Schießstand während des 20-Kilometer-Rennens

Die DDR-Meisterschaften im Biathlon wurden 1978 zum 20. Mal ausgetragen und fanden vom 16. bis 18. Januar in Oberhof statt. Wie auch international wurden erstmals Biathlongewehre im Kaliber 5,6 × 15 mm R eingesetzt. Klaus Siebert gewann wie im Vorjahr den Sprint und erstmals das Einzel. Er gewann die Titel in allen drei Wettbewerben. Zum fünften Mal in Folge und zum elften Mal insgesamt wurde die SG Dynamo Zinnwald Staffelmeister.

## Einzel (20 km)
| Platz | Sportler            | Verein               | Schießfehler | Zeit       |
| ----- | ------------------- | -------------------- | ------------ | ---------- |
| 1     | Klaus Siebert       | SG Dynamo Zinnwald   | 1            | 1:11:52,10 |
| 2     | Eberhard Rösch      | SG Dynamo Zinnwald   | 4            | 1:14:02,13 |
| 3     | Manfred Beer        | SG Dynamo Zinnwald   | 3            | 1:14:57,43 |
| 4     | Frank Ullrich       | ASK Vorwärts Oberhof | 6            | 1:15:16,84 |
| 5     | Hendrik Schottstädt | ASK Vorwärts Oberhof | –            | 1:15:22,50 |
| 6     | Manfred Geyer       | ASK Vorwärts Oberhof | 4            | 1:16:27,27 |

16. Februar 1978

## Sprint (10 km)
| Platz | Sportler            | Verein               | Schießfehler | Zeit    |
| ----- | ------------------- | -------------------- | ------------ | ------- |
| 1     | Klaus Siebert       | SG Dynamo Zinnwald   | 1            | 34:35,2 |
| 2     | Frank Ullrich       | ASK Vorwärts Oberhof | 4            | 34:55,1 |
| 3     | Jürgen Grundler     | ASK Vorwärts Oberhof | 4            | 35:12,2 |
| 4     | Olaf Weisflog       | SG Dynamo Zinnwald   | 1            | 35:16,7 |
| 5     | Eberhard Rösch      | SG Dynamo Zinnwald   | 2            | 35:20,5 |
| 6     | Steffen Thierfelder | SG Dynamo Zinnwald   | 4            | 35:41,3 |

## Staffel (3 × 7,5 km)
| Platz | Verein                 | Sportler                                          | Schießfehler | Zeit    |
| ----- | ---------------------- | ------------------------------------------------- | ------------ | ------- |
| 1     | SG Dynamo Zinnwald I   | Manfred Beer Klaus Siebert Eberhard Rösch         | 2            | 1:34:01 |
| 2     | ASK Vorwärts Oberhof I | Mathias Jung Frank Ullrich Manfred Geyer          | 3            | 1:36:01 |
| 3     | SG Dynamo Zinnwald II  | Gerold Eichhorn Steffen Thierfelder Veit Schirmer | 3            | 1:38:40 |